# Necrópolis de la Muralla del Kremlin

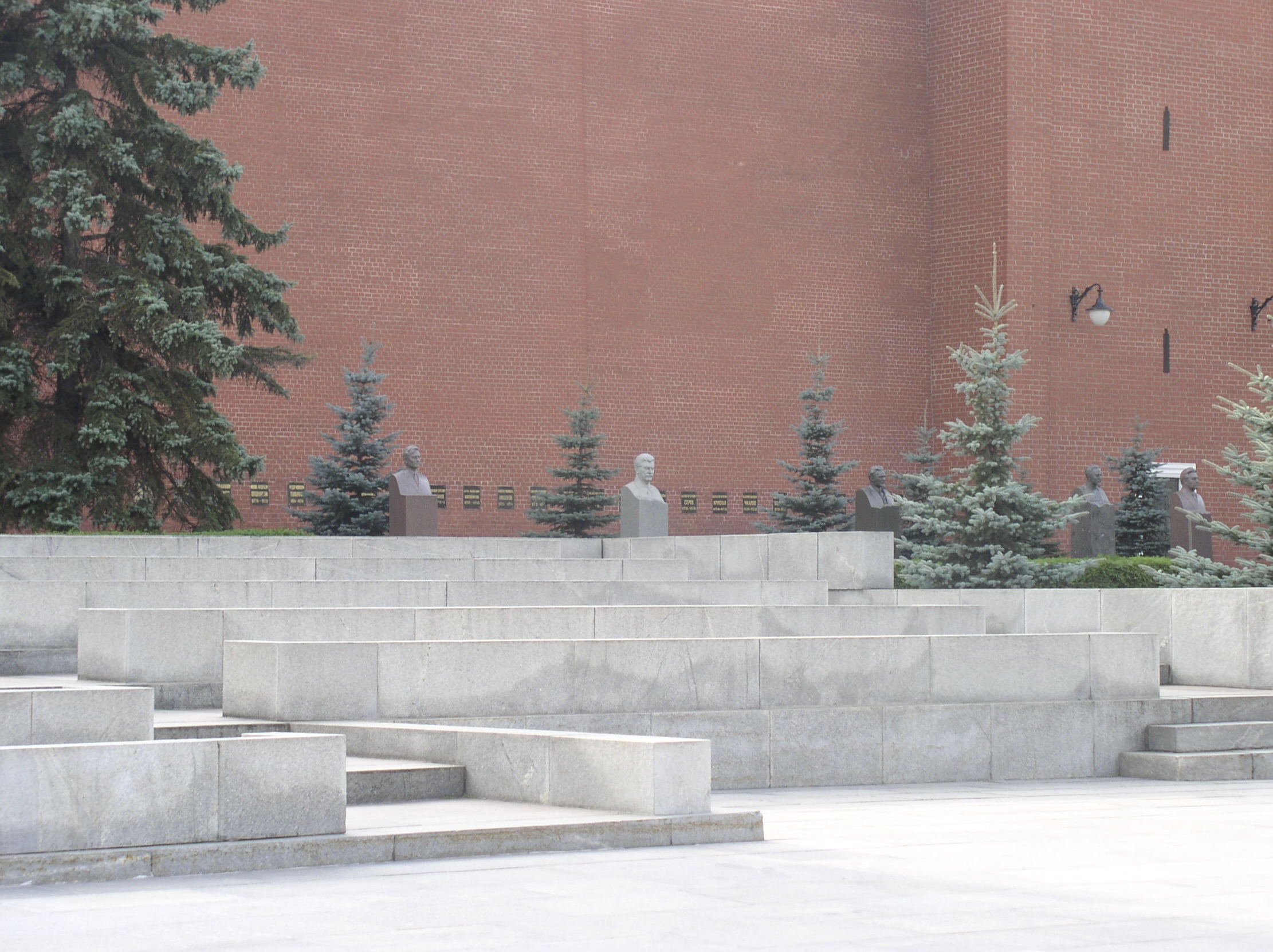
Tumbas de Súslov, Stalin, Kalinin, Dzerzhinski y Brézhnev delante de la muralla del Kremlin; la tumba de Andrópov, situada entre las de Dzerzhinski y Kalinin, está escondida detrás de los árboles. El Mausoleo de Lenin se halla inmediatamente a la derecha.

La Necrópolis de la Muralla del Kremlin (en ruso: Некрополь у Кремлёвской стены; Nekrópol u Kremlióvskoi steny) es el antiguo cementerio nacional de la Unión Soviética, ubicado en la plaza Roja de Moscú, junto a la Muralla del Kremlin.
Los entierros allí se iniciaron en noviembre de 1917, cuando 240 víctimas probolcheviques de la Revolución de Octubre de 1917 fueron enterradas en fosas comunes en la plaza Roja. Está centrada a ambos lados del Mausoleo de Lenin, inicialmente construido en madera en 1924 y reconstruido en granito en 1929-30. Después del último entierro masivo realizado en 1921, los funerales en la plaza Roja quedaron reservados como el último honor a políticos, líderes militares, cosmonautas y científicos notables. Entre 1925 y 1927, los entierros en tierra fueron sustituidos por entierros de las cenizas en la misma muralla del Kremlin, aunque en 1946 Mijaíl Kalinin fue enterrado en tierra. El último en ser enterrado en la plaza Roja fue Konstantín Chernenko en marzo de 1985. La necrópolis fue designada como espacio protegido en 1974.

## Ubicación

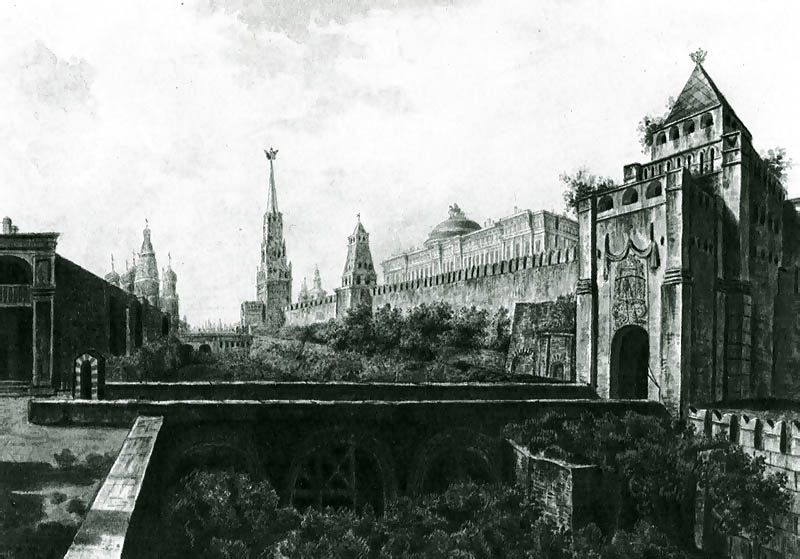
En una fecha tan reciente como 1800, el lugar donde ahora se halla la necrópolis era un foso pantanoso lleno de puentes de piedra

El segmento oriental de la muralla del Kremlin, y la plaza Roja situada delante, se construyó en el siglo XV, durante el reinado de Iván III; la muralla y la plaza estaban separadas por un foso defensivo lleno de agua proveniente del río Neglínnaia. El foso recorría el perímetro de una segunda muralla de la fortaleza secundaria, atravesada por tres puentes que conectaban el Kremlin con el posad (arrabal). Desde 1707-08, el zar Pedro el Grande, esperando una incursión sueca que penetrara profundamente en Rusia, restauró el foso alrededor del Kremlin, cerró la plaza Roja y construyó fortificaciones de tierra alrededor de las torres Nikólskaia y Spásskaia. Entre 1776-1787, Matvei Kazakov construyó el Senado del Kremlin, telón de fondo de la necrópolis actual.
Dado que durante el siglo XVIII no se usaron, las fortificaciones se fueron deteriorando y no fueron reparadas con propiedad hasta 1801 para la coronación de Alejandro I. En poco tiempo, el foso junto con los puentes y los edificios adyacentes fueron reemplazados por una plaza pavimentada. A partir de 1800 hubo más reconstrucciones. El tramo sur de la muralla del Kremlin desde la torre del Senado quedó muy dañado en 1812 después de una explosión del Arsenal del Kremlin provocada por las tropas francesas en retirada. La torre Nikólskaia perdió su remate neogótico, construido en 1807-08; la torre del Arsenal tenía grietas profundas... por todo ello, Osip Bové propuso en 1813 la demolición de las torres para evitar su colapso inminente. Ahora bien, las estructuras principales de las torres se consideró que eran lo bastante fuertes como para conservarse, y fueron cubiertas con los nuevos techos en forma de pináculo, diseñados por Bové. Los bastiones de Pedro el Grande fueron destruidos y con el espacio resultante se implantaron los Jardines de Alejandro y la plaza del Teatro. La muralla del Kremlin que daba a la plaza Roja fue reconstruida no tan alta como antes y adquirió su aspecto actual en la década de 1820.

## Fosas comunes de 1917
En julio de 1917, centenares de soldados del Frente Norte ruso fueron arrestados por amotinamiento y deserción y cercados en la fortaleza de Dvinsk. Posteriormente, 869 fueron trasladados a Moscú. Allí, los soldados encerrados iniciaron una huelga de hambre; las muestras de apoyo público amenazaban en convertirse en una revuelta ciudadana. El 22 de septiembre, 593 fueron liberados, mientras que el resto quedaron encarcelados hasta la Revolución de Octubre. Los soldados liberados, denominados colectivamente los Dvintsi ('los de Dvinsk'), se quedaron en la ciudad como un grupo cohesionado, establecido en el barrio de Zamoskvorechie y claramente hostil al Gobierno Provisional. Inmediatamente después de la Revolución de Octubre en San Petersburgo, los Dvintsi se convirtieron en la fuerza de choque de los bolcheviques en Moscú. La noche del 27 al 28 de octubre, un destacamento de unos 200 hombres, dirigiéndose al norte hacia la calle Tverskaia, se enfrentó con las fuerzas lealistas cerca del Museo Histórico Estatal en la plaza Roja. 70 de los Dvinstsi, incluyendo al comandante de la compañía, Sapúnov, murieron en las barricadas.
Al día siguiente los lealistas, encabezados por el coronel Riábtsev, consiguieron apoderarse del Kremlin. Dispararon contra los soldados rojos que se habían rendido en la muralla del Arsenal. Algunos más murieron en el ataque de los bolcheviques al Kremlin, que consiguieron capturar en la noche del 2 al 3 de noviembre. La lucha en las calles se llevó un millar de vidas, y el 4 de noviembre la nueva administración bolchevique decretó enterrar sus muertos en la plaza Roja cerca de la muralla del Kremlin, donde, de hecho, la mayoría de ellos habían muerto.

Sentimos todas las voces por esta plaza inmensa, y un sonido de picos y palas. La atravesamos. Cerca de la base de la muralla se amontonan montañas de arena y piedras. Subiendo vemos dos grandes fosas, de 10 o 15 pies de profundidad y 50 yardas de largo, donde centenares de soldados y trabajadores están cavando a la luz de las hogueras. Un joven estudiante se nos dirige en alemán. «La Tumba de los Hermanos», nos explica.

John Reed, Diez días que estremecieron el mundo.

Un total de 238 muertos fueron enterrados en estas fosas comunes situadas entre las torres del Senado y Nikólskaia en un funeral celebrado el 19 de noviembre (John Reed menciona incorrectamente 500); dos víctimas más fueron enterradas el 14 y el 17 de noviembre. El más joven, Pável Andréiev, solo tenía 14 años. De las 240 víctimas prorrevolucionarias de las luchas de octubre y noviembre, en el listado oficial de la Comisión de Tumbas de Moscú solo se identificaron 20, incluyendo 12 de los Dvinstsi. En marzo del 2009, todavía quedaban 3 calles en Moscú con nombres en honor de estas víctimas individuales: las calles Liusínovskaia, Pavla Andréieva y Verzémneka, así como la calle Dvíntsev, denominada así en honor de los Dvintsi.
Los lealistas consiguieron permiso para enterrar públicamente sus muertos el 13 de noviembre. Este funeral empezó en el edificio de la vieja Universidad Estatal de Moscú, cerca del Kremlin; 37 muertos fueron enterrados en el cementerio de Vsekhsviátskoie (hoy suprimido), situado en el barrio de Sókol.

## Tumbas de 1918-1927
Los entierros masivos e individuales en tierra al pie de la muralla del Kremlin continuaron hasta el funeral de Piotr Vóikov en junio de 1927. En los primeros años del régimen soviético, el honor de ser enterrado en la plaza Roja también era posible para los soldados ordinarios, víctimas de la Guerra Civil, así como para los miembros de la milicia de Moscú muertos en la lucha contra el gansterismo (marzo-abril de 1918). En enero de 1918, los Guardias Rojos enterraron las víctimas de un ataque terrorista al barrio de Dorogomílovo. El mismo mes, los terroristas blancos ametrallaron una manifestación probolchevique; y las ocho víctimas también fueron enterradas al pie de la muralla.
El entierro más numeroso tuvo lugar en 1919: el 25 de septiembre, un grupo de anarquistas encabezados por el antiguo terrorista social-revolucionario Dado Cherepánov colocó un artefacto explosivo en una escuela del Partido Comunista de la calle Leóntievski mientras Vladímir Zagorski hablaba a los estudiantes. Murieron doce personas, incluyendo a Zagorski, que fueron enterradas en una fosa común en la plaza Roja. 
Otro incidente remarcable fue un accidente ferroviario el 24 de julio de 1921, el del Aerovagón (Аэровагон), un tren experimental de alta velocidad con motor aeronáutico y tracción por hélice que no había sido suficientemente probado. El día del accidente había llevado con éxito un grupo de comunistas soviéticos y extranjeros, encabezados por Fiódor Serguéiev, a las minas de carbón de Tula; pero durante el viaje de vuelta a Moscú descarriló a gran velocidad provocando la muerte de todo el pasaje, incluyendo a su inventor, Valerián Abakovski. Este fue el último entierro masivo en la plaza Roja.
Yákov Sverdlov, que había muerto en 1919 durante la gripe española, fue enterrado en una tumba individual cerca de la torre del Senado. Sería la primera de las 12 tumbas individuales de grandes líderes soviéticos. Sverdlov fue seguido por John Reed, Inessa Armand, Víktor Noguín y de otros bolcheviques notables y de sus aliados extranjeros. El entierro en la muralla del Kremlin, además de su situación cercana en la sede del gobierno, era también visto como una afirmación de ateísmo, puesto que haber sido enterrado en un cementerio tradicional cercano a una iglesia era inapropiado para los bolcheviques. Por el mismo motivo, la incineración, prohibida por la Iglesia Ortodoxa Rusa, era preferida antes que el entierro dentro de un ataúd, y fue favorecida tanto por Lenin como por Trotski. El nuevo gobierno patrocinó la construcción de crematorios desde 1919, pero el primer entierro de cenizas en un nicho de la muralla no tuvo lugar hasta 1925.
 Entierros en la tierra de la Plaza Roja, 1918-1927
- 1918: Caídos durante la Guerra Civil (Ivan Smilga, Anton Khorak, Aleksandr Kvardakov, Aleksandr Kuchutenkov, Feliks Barasévich, Aleksandr Gadomski); milicianos muertos durante las luchas en las calles contra las bandas en Zamoskvorechie (Semion Pekalov, Yegor Xvírkov, Nikolái Priámikov)
- 1919: Yákov Sverdlov; caídos durante la Guerra Civil (Anton Stankévich, Mark Mokriak, Heinrich Zweinek); las 12 víctimas del atentado de la calle Leóntievski, incluyendo a Vladímir Zagorski
- 1920: Inessa Armand, Yákov Botxarov, Vitali Kovxov, Ivan Khomiakov, Augusta Aasen, John Reed, Mikhail Iánixev, Vadim Podbelski
- 1921: Ivan Rusakov, Lev Kárpov, Ivan Konstantínov; las víctimas del Aerovagon (Valerián Abakovski, Oskar Heilbrich, John William Hewlett, Fiódor Serguéiev «Artiom», Otto Strupat, Paul Freeman)
- 1922: Iefim Hundan, Ivan Jilin
- 1923: Vátslav Vorovski
- 1924: Vassili Likhachov, Víktor Noguín
- 1925: Mijaíl Frunze, Nariman Narimánov
- 1926: Félix Dzerzhinski
- 1927: Piotr Vóikov

## El Mausoleo, 1924-1961

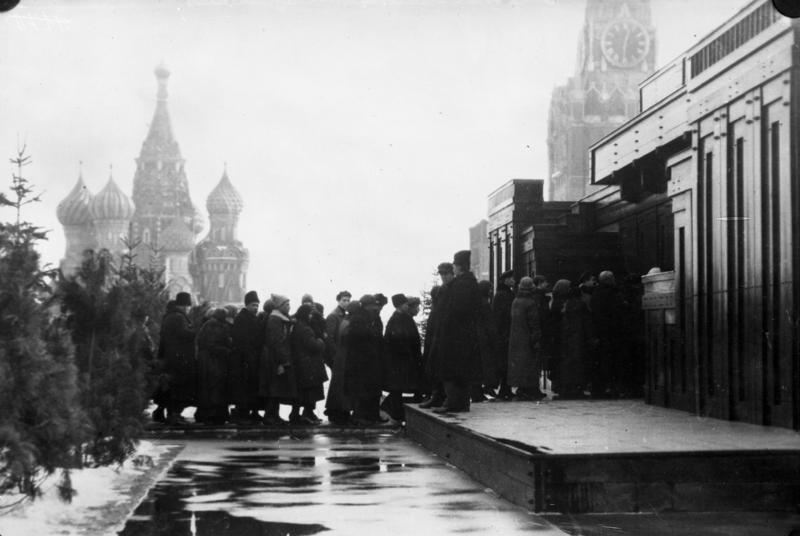
El primer mausoleo, hecho de madera (1925)

Vladímir Lenin murió de un infarto el 21 de enero de 1924. Mientras el cadáver estaba en la sala principal de la Casa de las Uniones, el Politburó discutió sobre cómo preservarlo, inicialmente para 14 días, a pesar de las objeciones de su viuda y de sus hermanos. Iósif Stalin dio instrucciones para instalar un panteón para los restos embalsamados de Lenin dentro de la muralla del Kremlin, y el 27 de enero el ataúd con el cadáver fue colocado en un panteón provisional de madera, construido en solo un día. El primer mausoleo como tal fue construido con madera entre marzo y julio de 1924 y se inauguró oficialmente el 1 de agosto (los visitantes extranjeros pudieron entrar a partir del 3 de agosto). En abril de 1926, se abrió el concurso para el diseño y la construcción de un mausoleo nuevo y definitivo, concurso que ganó Alekséi Shchúsev; se inició la construcción en julio de 1929 y se completó dieciséis meses después. El mausoleo ha sido empleado desde entonces como tribuna por el gobierno durante los desfiles públicos. Los restos de Lenin todavía descansan allí, y únicamente abandonaron este lugar durante el periodo de evacuación a Tiumén entre 1941 y 1945.
Dos días después de la muerte de Stalin, el Politburó decretó que sus restos se exhibieran también en el mausoleo, que se reabrió oficialmente en noviembre de 1953, con Lenin y Stalin el uno junto al otro. Otro plan, publicado por decreto en marzo del 1953, preveía la construcción de un Panteón donde serían reubicados los cuerpos de Lenin y Stalin, pero nunca se llevó a cabo. Ocho años después, el XXII Congreso del PCUS sancionó de manera unánime la retirada del cuerpo de Stalin del mausoleo. El 31 de octubre de 1961, el mausoleo fue cubierto de un contrachapado de madera. La plaza Roja se cerró, como habitualmente se hacía para los preparativos del desfile del 7 de noviembre. Los restos de Stalin fueron enterrados en una profunda tumba, señalada con bloques de cemento, detrás del mausoleo, en una ceremonia solo presenciada por una comisión encabezada por Nikolái Xvernik. Harold Skilling, que visitó el mausoleo aquel mismo noviembre, advirtió que «en todo el mundo se había despertado la curiosidad por ver la nueva tumba de Stalin [...] A diferencia de otras, la suya [tumba] no estaba coronada con un busto y solo estaba marcada por una placa con el nombre I.V. Stalin y la fecha de nacimiento». La actual tumba de Stalin fue esculpida por Nikolái Tomski y se instaló en junio de 1970.
El sarcófago de vidrio de la tumba de Lenin sufrió ataques vandálicos en dos ocasiones, en 1959 y en 1969, por lo que se decidió instalar una cubierta de vidrio a prueba de balas. Sufrió ataques con bomba en dos ocasiones: en 1963, en el que el terrorista fue la única víctima, y en 1973, cuando la explosión mató al terrorista y a dos visitantes.

## Los entierros en la muralla del Kremlin, 1925-1984

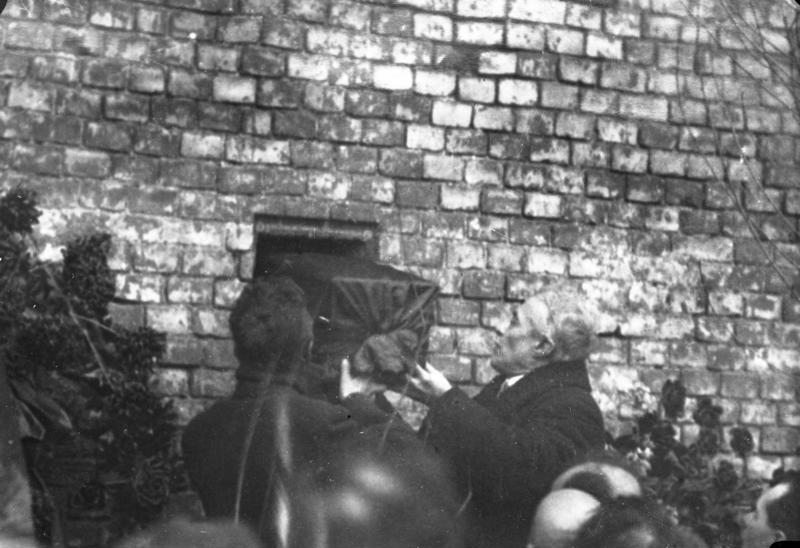
Un temprano enterramiento de cenizas en la muralla

La primera persona en ser incinerada y enterrada dentro de una urna en la muralla del Kremlin fue el antiguo Comisario del Pueblo de Finanzas de la RSFS de Rusia, Miron Vladímirov, muerto en Italia en marzo de 1925. El procedimiento de enterrar cenizas en una urna todavía era raro en aquellos momentos, y la urna de Vladímirov fue llevada a su tumba en un ataúd ordinario. Entre 1925 y la apertura del crematorio del cementerio de Donskoi en octubre de 1927, coexistieron los entierros en tierra y los entierros en el muro; la forma antigua era la preferida para los dignatarios extranjeros del Komitern (Jenő Landler, Bill Haywood, Arthur MacManus, Charles Ruthenberg), mientras que la última era solo para los altos ejecutivos del Partido (Mijaíl Frunze, Félix Dzerzhinski, Nariman Narimánov y Piotr Vóikov).
Inicialmente, los cuerpos a enterrar eran mostrados en las salas del Kremlin; pero, debido a las medidas de seguridad, al final de los años 20 el lugar del luto oficial pasó a ser la Sala de las Columnas de la Casa de las Uniones, en la calle Okhotni Riad (donde reposó el cuerpo de Lenin en 1924), y continuó así hasta el final del Estado Soviético. Los entierros inicialmente tenían lugar al norte de la torre del Senado, en 1934 pasaron a hacerse al sur de la torre y en 1977 se volvieron a hacer al norte (con algunas pocas excepciones). Los entierros en la muralla eran estrictamente individuales; los cónyuges y los hijos de los muertos depositados en la muralla tenían que ser enterrados en cualquier otro lugar. Solo hubo tres casos de entierros múltiples: los tres tripulantes del globo estratosférico Osoaviakhim-1 en 1934, los tripulantes del accidente del MiG-15UTI en 1968 (Gagarin y Serioguin) y los tres tripulantes de la cápsula espacial Soyuz 11 en 1971. En total, en la muralla se ubican las tumbas de 107 hombres y 8 mujeres. Ninguno de los restos enterrados en la muralla han sido retirados, ni siquiera los de los acusados póstumamente de «conspiración fascista» (Serguéi Kámenev) o de represión política (Andréi Vyshinski).
Bajo los regímenes de Nikita Jrushchov y Leonid Brézhnev, el honor de ser enterrado en la muralla del Kremlin era otorgado póstumamente por el Politburó. Cuando los miembros del Politburó no estaban disponibles inmediatamente, Mijaíl Súslov era quien tomaba la decisión. Brézhnev pasó por alto la decisión de Súslov al menos en una ocasión, votando enterrar a Semión Budionni en una tumba individual. Además,  hubo dos casos como mínimo en los que grupos de profesionales presionaron al gobierno para dedicar honores especiales a sus colegas:
- En junio de 1962, después del deceso del General de Ejército Andrei Khruliov, un grupo de mariscales presionaron el Politburó para que fuera enterrado en la muralla del Kremlin. Habitualmente, los generales de su rango no recibían este honor, y era conocido que Khruliov desagradaba a Jrushchov; este propuso enterrarlo en el Cementerio Novodévichi. Los deseos de los militares prevalecieron y Khruliov fue enterrado en la plaza Roja.
- En enero de 1970, la decisión oficial de enterrar a Pável Beliáyev en el cementerio de Novodévichi, publicada en los diarios, disgustó a sus compañeros cosmonautas Valentina Tereshkova, Alekséi Leónov y Vladímir Shatálov, que insistían en que Beliáyev merecía un lugar en la muralla del Kremlin igual que Yuri Gagarin. Según los diarios de Nikolái Kamanín, los cosmonautas, y Shatálov en particular, ejercieron presión a pesar de que sabían que la decisión había sido tomada por Brézhnev y por Alekséi Kosyguin y que la comisión del funeral no les daría ninguna oportunidad para intentarlo.[27] Beliáyev fue enterrado, tal como estaba previsto, en el Cementerio Novodévichi. Según otra versión de los hechos, la elección de Novodévichi fue cosa de su viuda antes de que se publicara la versión oficial.[28]

La última persona en ser enterrada en la muralla del Kremlin fue el ministro de Defensa Dmitri Ustínov, en diciembre de 1984.
 Entierros en la muralla del Kremlin, 1925-1984
| Año  | Número de entierros | Nombres |
| ---- | ------------------- | --- |
| 1925 | 1                   | Miron Vladímirov |
| 1926 | 1                   | Leonid Krasin |
| 1927 | 2                   | Arthur MacManus, Charles Ruthenberg |
| 1928 | 4                   | Bill Haywood, Jenő Landler, Ivan Skvortsov-Stepánov, Aleksandr Tsiurupa                                                                                           |
| 1929 | 1                   | Ivan Lepse |
| 1931 | 2                   | Mijaíl Mijáilov-Ivánov, Vladímir Triandafíllov |
| 1932 | 5                   | Kuprian Kirkij, Mijaíl Larin, Mijaíl Pokrovski, Aleksandr Stopani, Piotr Stuchka                                                                                  |
| 1933 | 8                   | Piotr Baránov, Abram Goltzman, Serguéi Gusev, Sen Katayama, Anatoli Lunacharski, Mijaíl Olminski, Aleksei Sviderski, Clara Zetkin                                 |
| 1934 | 5                   | Tripulación de la Osoaviakhim-1 (Pável Fedoseienko, Iliá Usiskin, Andréi Vasenko), Valerián Dovgalevski, Serguéi Kírov, Viacheslav Menjinski, Aleksandr Stéinhart |
| 1935 | 3                   | Valerián Kúibyshev, Piotr Smidóvich, Ivan Tovstuja |
| 1936 | 4                   | Máximo Gorki, Fritz Heckert, Serguéi Kámenev, Aleksandr Karpinski                                                                                                 |
| 1937 | 2                   | Grígori Ordjonikidze, Maria Uliánova |
| 1938 | 1                   | Valeri Chkálov |
| 1939 | 3                   | Nadezhda Krúpskaya, Polina Ossipenko, Anatoli Serov |
| 1943 | 4                   | Grigori Krávchenko, Konstantín Pamfílov, Marina Raskova, Yemelián Yaroslavski                                                                                     |
| 1944 | 1                   | Klavdia Nikoláyeva |
| 1945 | 2                   | Borís Sháposhnikov, Aleksandr Scherbakov |
| 1946 | 1                   | Vladímir Potiomkin |
| 1947 | 2                   | Vasili Vajruishev, Rozalia Zemliachka |
| 1949 | 1                   | Fiódor Tolbujin |
| 1951 | 2                   | Mijaíl Vladímirski, Aleksandr Yefrémov |
| 1953 | 1                   | Lev Mejlis, Iósif Stalin |
| 1954 | 3                   | Anatoli Kuzmín, Matvei Shkiriátov, Andréi Vyshinski |
| 1955 | 1                   | Leonid Góvorov |
| 1956 | 4                   | Iván Lijachov, Ivan Nosenko, Pável Yudin, Avraami Zaveniaguin |
| 1957 | 2                   | Viacheslav Málishev, Sergei Zhuk |
| 1958 | 2                   | Grigori Petrovski, Ivan Tevosian |
| 1959 | 1                   | Gleb Krzhijanovski |
| 1960 | 2                   | Ígor Kurchátov, Mitrofan Nedelin |
| 1961 | 1                   | Mijaíl Jrúnichev |
| 1962 | 3                   | Aleksei Antónov, Andréi Jruliov, Borís Vánnikov |
| 1963 | 2                   | Nikolai Digai, Vladímir Kucherenko |
| 1964 | 2                   | Serguéi Biriúzov, Otto Kuusinen |
| 1965 | 2                   | Frol Kozlov, Serguei Kuraishov |
| 1966 | 4                   | Nikolái Ignátov, Serguéi Koroliov, Aleksandr Rudakov, Yelena Stásova                                                                                              |
| 1967 | 2                   | Vladímir Komarov, Rodión Malinovski |
| 1968 | 6                   | Yuri Gagarin, Vladímir Serioguin, Kiril Meretskov, Konstantín Rokossovski, Vassili Sokolovski, Nikolai Vóronov                                                    |
| 1970 | 3                   | Nikolai Ishvernik, Semión Timoshenko, Andrei Yeriómenko |
| 1971 | 1                   | La tripulación del Soyuz 11: Gueorgui Dobrovolski, Víktor Patsáyev, Vladislav Vólkov                                                                              |
| 1972 | 2                   | Nikolái Krílov, Matvéi Zajárov |
| 1973 | 1                   | Iván Kóniev |
| 1974 | 1                   | Gueorgui Zhúkov |
| 1976 | 2                   | Andréi Grechko, Iván Yakubovski |
| 1977 | 1                   | Aleksandr Vasilevski |
| 1978 | 2                   | Mstislav Kéldysh, Fiódor Kulakov |
| 1980 | 1                   | Alekséi Kosyguin |
| 1982 | 1                   | Hovhannes Bagramian |
| 1983 | 1                   | Arvids Pelše |
| 1984 | 2                   | Leonid Kostándov, Dmitri Ustínov |

## Las tumbas individuales, 1948-1985
La hilera de tumbas individuales situada detrás del mausoleo empezó a adquirir su forma definitiva después del final de la Segunda Guerra Mundial. Serguéi Merkúrov creó las cinco primeras tumbas, para los recientemente enterrados Mijaíl Kalinin y Andréi Zhdánov, así como para Yákov Sverdlov, Mijaíl Frunze y Félix Dzerzhinski, que habían muerto hacía tiempo. Durante el mismo periodo se colocaron piezas de granito gris que separaban la plaza Roja de la muralla. En 1947, Merkúrov propuso reconstruir el mausoleo como un tipo de         «Altar de Pérgamo», incluyendo una estatua de Stalin que coronaría la torre del Senado. Dmitri Chechulin, Vera Mújina y otros se manifestaron en contra de la propuesta y finalmente fue desestimada.
En total, hay doce tumbas individuales. Todas ellas, incluyendo las de los entierros de la década de 1980, son de formas similares al modelo canónico de Merkúrov. Se considera que los doce personajes murieron por causas naturales, aunque alguno, como Frunze, muriera en extrañas circunstancias. Konstantín Chernenko, que murió en marzo de 1985, fue el último en ser enterrado en la plaza Roja.
La muralla del Kremlin y las gradas erigidas en 1940 tradicionalmente estaban separadas por coníferas del género Picea pungens, un árbol que no crece de manera natural en Rusia. El 2007, con pocas excepciones, fueron sustituidos por árboles jóvenes. Un portavoz del Servicio Federal de Protección explicó que la generación anterior de píceas, plantada en la década de 1970, sufría enfermedades debido a la sequedad del terreno urbano; 28 de los árboles pudieron ser replantados dentro del Kremlin. Los nuevos árboles fueron elegidos de los planteles del Macizo de Altái, el Extremo Oriente ruso y «algunos países extranjeros». También se explicó que durante el periodo de Jrushchov se propuso plantar un jardín de árboles frutales alrededor del mausoleo, pero el proyecto se abandonó por el temor de un ataque de la mosca de la fruta.

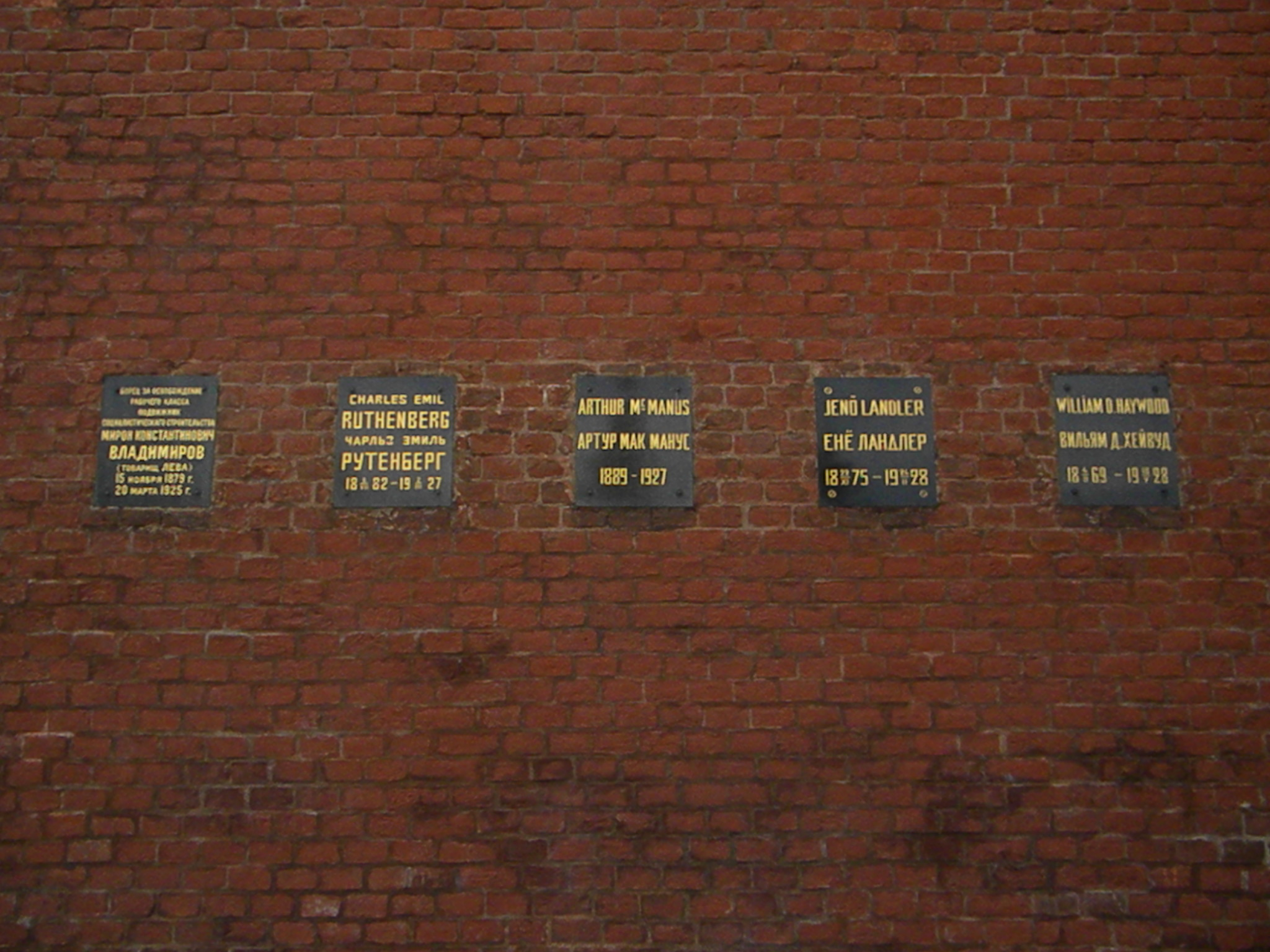
El modelo de las placas negras de la muralla permanece sin variación desde la década de 1920 (las placas de esta foto se colocaron entre 1927 y 1928).

Tumbas individuales en la plaza Roja, 1946-1985
| Año  | Nombre                        | Autor de la tumba      |
| ---- | ----------------------------- | ---------------------- |
| 1919 | Yákov Sverdlov                | Serguéi Merkúrov, 1946 |
| 1925 | Mijaíl Frunze                 | Serguéi Merkúrov, 1946 |
| 1926 | Félix Dzerzhinski             | Serguéi Merkúrov, 1946 |
| 1946 | Mijaíl Kalinin                | Serguéi Merkúrov, 1946 |
| 1948 | Andréi Zhdánov                | Serguéi Merkúrov, 1948 |
| 1961 | Iósif Stalin (muerto en 1953) | Nikolái Tomski, 1970   |
| 1969 | Kliment Voroshílov            |                        |
| 1973 | Semión Budionni               | Nikolái Tomski, 1975   |
| 1982 | Leonid Brézhnev               | Yulián Rukavíshnikov   |
| 1982 | Mijaíl Súslov                 | Yulián Rukavíshnikov   |
| 1984 | Yuri Andrópov                 |                        |
| 1985 | Konstantín Chernenko          |                        |

## Debate y preservación
La discusión sobre la clausura del mausoleo surgió al poco de la disolución de la Unión Soviética, con opiniones que oscilaban desde enterrar a Lenin simplemente en San Petersburgo, hasta exhibir la momia en una gira mundial con fines lucrativos. La decisión se dejó en manos de la Comisión Pública de Organizaciones Democráticas. En 1995, Yeltsin se «desplazó hacia el centro nacionalista» y, como los anteriores líderes del Estado, usó el mausoleo como tribuna del gobierno; pero, en 1997, reiteró que se tendría que enterrar a Lenin. Las propuestas para retirar la necrópolis de la plaza Roja han tropezado con la oposición pública.
Según una encuesta del final del 2008, el 66 % de los encuestados se mostraron a favor de que los restos de Lenin reposaran en un cementerio tradicional, incluyendo un 28 % que opinaba que este funeral tendría que posponerse hasta cuando ya hubiera pasado la generación comunista. Un 25 % se mostró a favor de que el cuerpo continuara en el mausoleo. En octubre del 2005, un 51 % de los encuestados votó a favor del funeral y un 40 % a favor de la preservación.